# وسام القديس غريغوريوس الكبير
وسام القديس غريغوريوس الكبير للفروسية (باللاتينية: Ordo Sancti Gregorii Magni)‏؛ (بالإيطالية: Ordine di San Gregorio Magno)‏، في 1 سبتمبر 1831، من قبل البابا غريغوري السادس عشر، بعد سبعة أشهر من انتخابه بابا.
الترتيب هو واحد من خمسة رتبة فارس للكرسي الرسولي . يُمنح هذا الشرف للرجال والنساء الكاثوليك (وأحيانًا في حالات نادرة لغير الكاثوليك)  تقديراً لخدمتهم الشخصية للكرسي الرسولي والكنيسة الكاثوليكية، من خلال أعمالهم غير العادية، ودعمهم للكرسي الرسولي، والأمثلة التي قدموها في مجتمعاتهم ودولهم.

## التاريخ والتعيين
تنص المذكرة الافتتاحية، جزئياً، على أن «السادة الذين ثبت ولائهم للكرسي الرسولي، الذين، بحكم نبل ميلادهم وشهرة أعمالهم أو درجة سخائهم، يعتبرون جديرين بالتكريم من خلال التعبير العلني من تقدير الكرسي الرسولي». تنص نهاية المذكرة على أنه يجب عليهم أن يحافظوا تدريجياً، من خلال استمرار العمل الجليل، على السمعة والثقة التي ألهموها بالفعل، وأن يثبتوا أنهم يستحقون الشرف الذي مُنح لهم، من خلال الإخلاص الثابت لله وللحبر الأعظم.
لا يفرض منح وسام القديس غريغوريوس الكبير التزامات معينة على المتلقين للكنيسة الكاثوليكية - باستثناء الالتزامات العامة المذكورة أعلاه.

## شارة

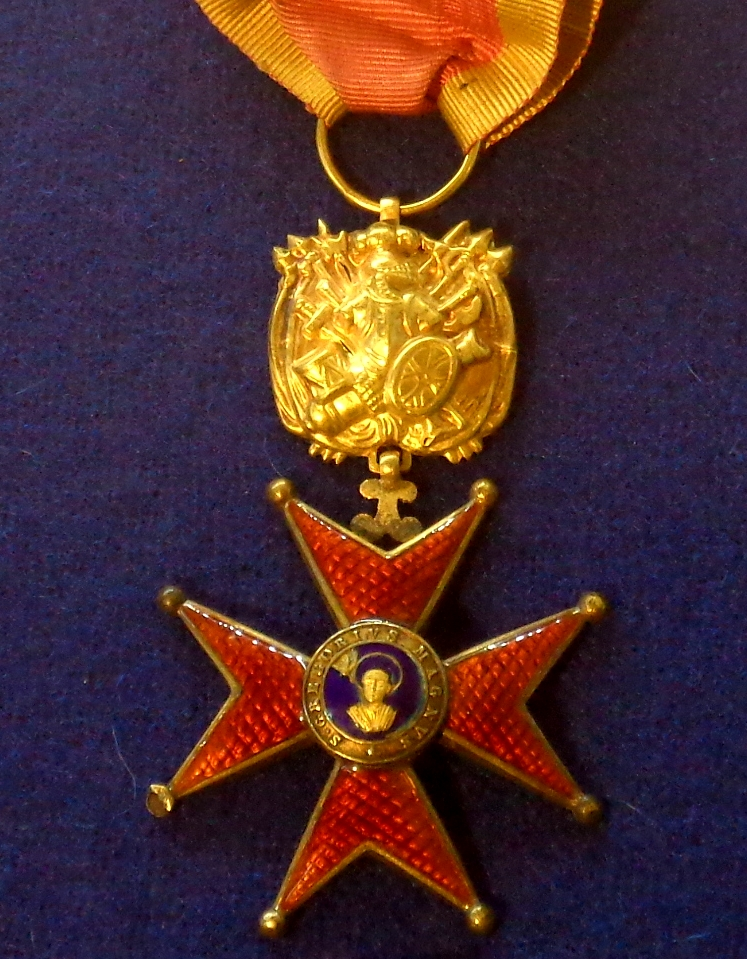
شارة نايت في الفرقة العسكرية

صليب ثماني الرؤوس، شارة النظام، يحمل صورة القديس غريغوري على الوجه وعلى ظهره شعار (باللاتينية: Pro Deo et Principe) («ويعني في سبيل الله والحاكم»). الصليب معلق بشريط أحمر وذهبي. في شعارات النبالة الكنسية، يمكن للناس العاديين الحاصلين على رتبة عالية من الصليب الكبير أن يعرضوا شريطًا أحمر وذهبيًا يحيط بالدرع في معاطفهم الشخصية، لكن الحاصلين على الرتب الدنيا يضعون شريطًا مناسبًا أسفل الدرع. الفرق بين الشارة المدنية والعسكرية هو أن المجموعة الأولى ترتدي صليبًا معلقًا من تاج الغار الأخضر، بينما ترتدي المجموعة الثانية الصليب المتدلي من كأس السلاح.

## الملابس والتجهيزات
تم وصف الزي الأخضر في وقت لاحق من قبل البابا بيوس التاسع . يحتوي الزي الرسمي على قبعة سوداء من لباد سمور مزينة بشرائط حريرية سوداء وحبل فضي معدني ملتوي وأزرار وريش نعام أسود. السترة المصنوعة من الصوف الأخضر مزينة بخيوط معدنية فضية وذيل وتسعة أزرار معدنية صفراء في الأمام وثلاثة أزرار على الأساور ومبطن بالساتان الأسود. أخيرًا، يحتوي الزي على حمالات، وعدة وردات صفراء وحمراء، وقفازات جلدية بيضاء، وسيف قصير بمقبض مصنوع من عرق اللؤلؤ مع ميدالية الترتيب في النهاية.
يرتدي فرسان جراند كروس وشاحًا وشارة أو نجمة على الجانب الأيسر من الثدي؛ يرتدي القادة صليبًا حول العنق. ويرتدي الفرسان صليبًا أصغر على الصدر الأيسر للزي الرسمي:
|        |               |                        |                 |
| الفارس | القائد الفارس | القائد الفارس مع النجم | فارس جراند كروس |

## أعضاء بارزين

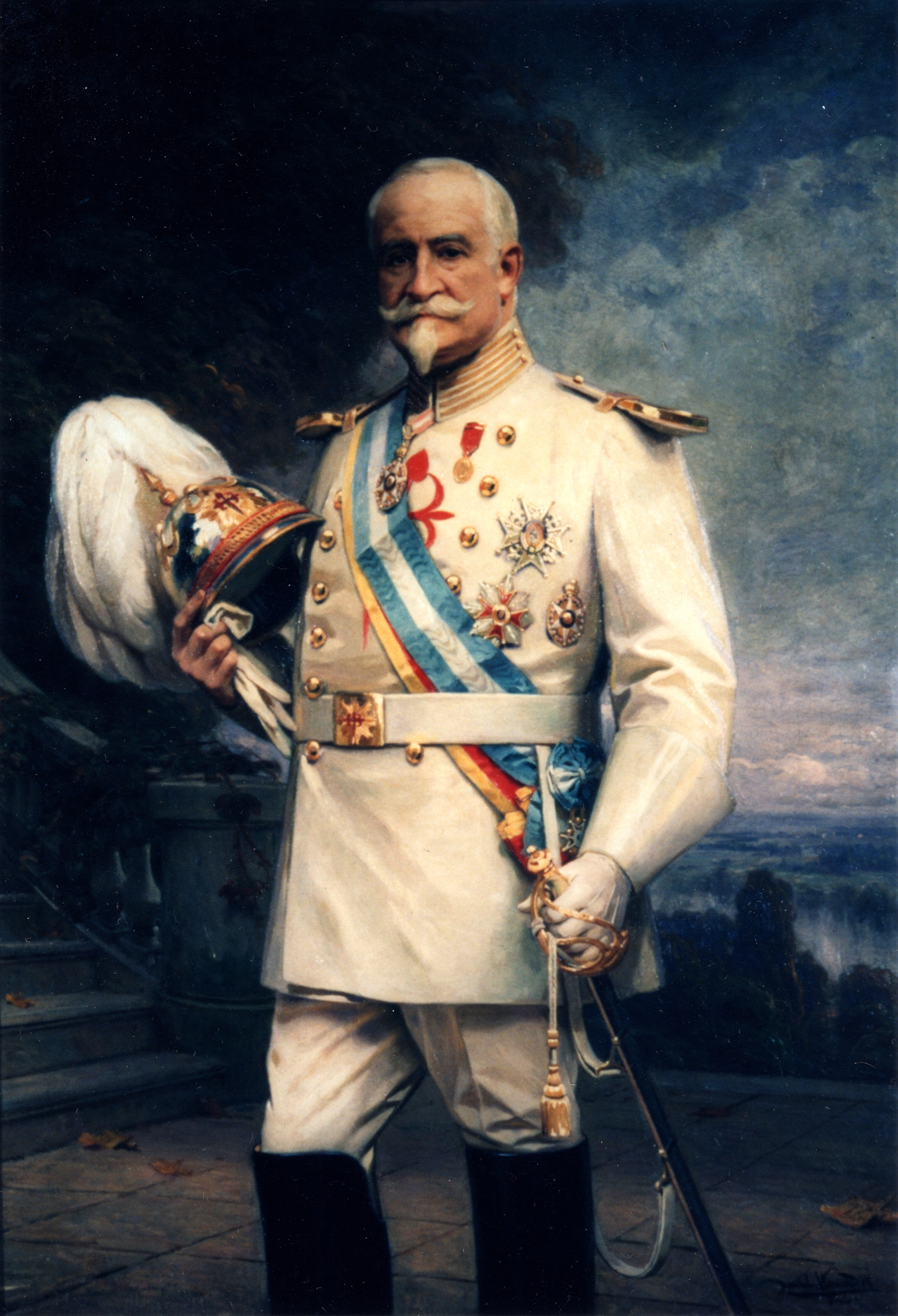
خوان ماريانو دي جوينيتشي وجاميو، الكونت الثالث لغواكي وغراندي من إسبانيا، مرتديًا صليب غراند وشار وسام القديس غريغوري الكبير.

### فارس / سيدة جراند كروس من الدرجة الأولى
- السير جورج بوير، البارون السادس، نايت غراند كروس.[6]
- الجنرال السير بيتر كوسجروف، 2013، نايت غراند كروس، الحاكم العام لأستراليا.[7]
- جواو كارلوس سالدانها دي أوليفيرا داون، دوق سالدانها الأول، فارس جراند كروس من الدرجة الأولى.[8]
- رودريغو أوغوستو دا سيلفا، فارس جراند كروس من الدرجة الأولى.
- جورج فوربس، إيرل جرانارد السابع، نايت جراند كروس. [6]
- جونو جونسون، 2015، سياسي أسترالي.[9] [10]
- فرانك حنا الثالث، رجل الأعمال الأمريكي والمحسن، نايت جراند كروس.
- جيلبرت ليفين، 2016، قائد الأوركسترا الأمريكي، نايت جراند كروس.[11]
- أليس فون هيلدبراند، 2013، سيدة جراند كروس.[12]
- فريدريك بلاكيني، 1964، دبلوماسي أسترالي، نايت غراند كروس.[13]
- تشارلز فون هوجل، 1852، نايت جراند كروس.[14]
- الكونت كريستوفر دي باوس (1930).[15]
- الدوق كارل لودفيج فوشيه دوترانت (1930). [15]
- دينا قعوار، سفيرة الأردن السابقة في فرنسا.[16] [17]
- الكونت تشارلز ويست.
- الكونت هيبوليت دورسيل.
- السفير الكونت ليو دورسيل.
- البارون هنري ديلفو دي فينفي، 1921، حاكم لييج.[18]

### فارس / سيدة القائد مع النجم
- بوب هوب، 1998، فنان أمريكي (تحول إلى الكاثوليكية).[19]
- فرانسيس مارتن أودونيل، 2007، سفير وفارس مالطا سابقًا في خدمة الأمم المتحدة لمدة 32 عامًا.
- جي كي تشيسترتون، [20] 1934، كاتب وفيلسوف وعالم لاهوت علماني وناقد أدبي وفني إنجليزي.
- غلوريا، أميرة ثورن وسيارات الأجرة، [21] 2008، سيدة القائد مع النجم.
- ألبرت جوباي، 2011، مؤسس سلسلة سوبر ماركت كويك سيف وتوتال فيتنس.[22]

### القائد الفارس والقائدة السيدة
- تشارلز بوليتي، 1945، حاكم نيويورك، ضابط الجيش المسؤول عن الشؤون المدنية في إيطاليا بعد الحرب العالمية الثانية.
- موريس جيرارد موينيهان، 1959، سكرتير حكومة الدولة الأيرلندية الحرة وحاكم البنك المركزي الأيرلندي.
- جون ج. راسكوب، المدير المالي الأمريكي ورجل الأعمال (دوبونت، جنرال موتورز) ؛ مولت بناء مبنى إمباير ستيت.
- بول سالامونوفيتش، 1969، قائد كورالي أمريكي وخبير في الترانيم الغريغورية.
- روجر فاجنر للبابا بولس السادس قائد الكورال الأمريكي.
- سوندرز لويس، 1975، سياسي قومي ويلز، مؤسس الحزب الوطني في ويلز وشخصية بارزة في أدب اللغة الويلزية. [23]
- جيمي سافيل OBE، 1990، دي جي راديو إنجليزي ومقدم ومذيع تلفزيوني [24] (في عام 2012 طلب رئيس أساقفة وستمنستر الإلغاء. ورُفض هذا على أساس أن الشرف مات مع الفرد.) [25] [26]
- أوسكار نيماير، 1990، مهندس معماري برازيلي حديث.[27]
- نيكيو نيوانو، 1992، ممارس بوذي ياباني أسس المنظمة البوذية ريشو كوسي كاي.[28]
- روي إي ديزني، 1998. [19]
- روبرت مردوخ، 1998، ناشر أسترالي أمريكي ورجل أعمال إعلامي. [19]
- مردخاي واكسمان، 1998، الحاخام (اليهودية المحافظة).
- جيمس أودونيل (عازف أرغن)، 1999، عازف الأرغن، كنيسة وستمنستر.
- هندريك صموئيل هوثاكر، 2003، قائد الفارس بالنجمة الفضية، عضو مجلس المستشارين الاقتصاديين لنيكسون، زوج آنا تيريزا تيمينيكا.[29]
- كارلو إيمانويل روسبولي، دوق مورينيانو الثالث، 2004.[30]
- جون هيوم، 2012، سياسي إيرلندي شمالي وحائز على جائزة نوبل للسلام. [31]
- السير باتريك دافي، 2017، سياسي بريطاني.[32]
- ليليان بلومن، 2017، سياسية هولندية.[33]

### فارس / سيدة
- والتر أنينبيرج، أنشأ دليل التلفزيون. [34]
- توماس بودكين، محامٍ، ومؤرخ فني، وجامع أعمال فنية وأمين معارض.[35]
- جون أ. كريتون، 1898، رجل أعمال ومحسن في أوماها.[36]
- جون كريشتون ستيوارت، مركيز بوت الثالث. [6]
- رالف داونز، 1970، عازف أورغن إنجليزي، وعازف أرغن في لندن الخطابة، ومعلم الأورغن ومصمم الأعضاء (بما في ذلك الأورغن في رويال فيستيفال هول، لندن).[37]
- إيمانويل لويجي جاليزيا، مهندس معماري ومهندس مدني مالطي.[38]
- جو جلادوين، ممثل وكوميدي بريطاني.[39] [40] [41]
- شيلاغ كيستينغ، 2016، مدير الجلسة السابق للجمعية العامة لكنيسة اسكتلندا والمسؤول المسكوني السابق لكنيسة اسكتلندا.
- إلياس خان، رجل الأعمال البريطاني والمحسن، رئيس مجلس إدارة مؤسسة ليونارد شيشاير للإعاقة.
- جورج مالكولم، قائد كورال إنجليزي وعازف قيثارة وعازف أرغن؛ ماجستير سابق في الموسيقى، كاتدرائية وستمنستر.
- كولين موبي، 2006، قائد كورال إنجليزي وملحن [42] ماجستير سابق في الموسيقى، كاتدرائية وستمنستر.
- ماكون، 1955، صناعي أمريكي، المدير السابق لوكالة المخابرات المركزية، والرئيس السابق لهيئة الطاقة الذرية.
- جورج ميناشيري، 2008، محرر موسوعة سانت توماس المسيحية للهند ومدير ساراس، [43] فاعل خير.
- جان مينيولت، النائب السابق لفارس فرسان كولومبوس.
- باتريك ميلين، 1991، موظف عمومي في نيوزيلندا. [44]
- ريكاردو مونتالبان، [45] 1998، ممثل مكسيكي أمريكي.
- بول فيكتور أوبنج، 2009، [46] مهندس ميكانيكي ورجل دولة غاني.
- إيزابيل بيكزيك، 1998، فنانة.[47]
- جوزيف ريلاند، ملحن بلجيكي.[48]
- يوفان سوندشيتش، 1886، كاهن صربي أرثوذكسي ومسؤول من الجبل الأسود. [49]
- آن ويديكومب، 2013، سياسية بريطانية.[50]
- مايكل ويليامز، 2001، ممثل إنجليزي.

## ملحوظات
1. ↑  Begni، Ernesto؛ Grey، James C.؛ Kennedy، Thomas J. (1914). The Vatican: Its History, Its Treasures. Letters and Arts Publishing Company. ص. 515. مؤرشف من الأصل في 2017-03-19. اطلع عليه بتاريخ 2016-08-31.
2. ↑  Dart، John (3 يناير 1998). "Pope Bestows Knighthood on 64 Prominent L.A. Catholics; Religion: Non-Catholics Bob Hope, Rupert Pope Honors Rupert Murdoch, Roy Disney, Bob Hope". LA Times. مؤرشف من الأصل في 2021-12-21. اطلع عليه بتاريخ 2018-04-25.
3. ↑  "The Pontifical Order of Saint Gregory the Great". Papalknights.org.uk. Association of Papal Orders in Great Britain of Pius IX, Saint Gregory and Saint Sylvester. مؤرشف من الأصل في 2010-12-26. اطلع عليه بتاريخ 2010-10-02.
4. ↑  Noonan, Jr.، James-Charles (1996). The Church Visible: The Ceremonial Life and Protocol of the Roman Catholic Church. Viking. ص. 196. ISBN:0-670-86745-4. مؤرشف من الأصل في 2021-06-09.
5. ↑  MacErlean، Andrew Alphonsus (1912). The Catholic Encyclopedia: An International Work of Reference on the Constitution, Doctrine, Discipline, and History of the Catholic Church, Volume 4. Robert Appleton Co. ص. 667–668. مؤرشف من الأصل في 2014-09-16.
6. 1 2 3  Gorman، W. Gordon (1885). Converts to Rome : A list of about four thousand Protestants who have recently become Roman Catholics. London: W. Swan Sonnenschein and Co. ص. 1–3. مؤرشف من الأصل في 2020-08-11.
7. ↑  "Cardinal Confers Papal Awards on Three Outstanding Australians". Catholic Communications. Archdiocese of Sydney. 7 فبراير 2013. مؤرشف من الأصل في 2018-01-01. اطلع عليه بتاريخ 2014-02-02.
8. ↑  Diccionario bibliographico portuguez, 1859, p. 342
9. ↑  Acta Apostolicae Sedis 108 (2016)
10. ↑  "'Heart, soul' of NSW Labor dead at 87". المصلحة الخاصة للبث. 9 أغسطس 2017. مؤرشف من الأصل في 2017-09-17. اطلع عليه بتاريخ 2017-08-10.
11. ↑  ""The Pope's Maestro," Sir Gilbert Levine Conferred with Papal Honor". Archdiocese of Washington. 31 يناير 2016. مؤرشف من الأصل في 2016-02-07. اطلع عليه بتاريخ 2016-02-06./
12. ↑  "Alice von Hildebrand". مؤرشف من الأصل في 2021-03-25. اطلع عليه بتاريخ 2014-02-19.
13. ↑  "Frederick Joseph Blakeney". مؤرشف من الأصل في 2021-04-30. اطلع عليه بتاريخ 2021-04-28.
14. ↑  Charles von Hügel by Anatole von Hügel
15. 1 2  Acta Apostolicae Sedis 22 (1930)
16. ↑  Acta Apostolicae Sedis 97 (2005)
17. ↑  http://www.jordantimes.com/news/local/kawar-appointed-envoy-un نسخة محفوظة 2021-04-21 على موقع واي باك مشين.
18. ↑  Acta Apostolicae Sedis 13 (1921)
19. 1 2 3  John Dart (3 يناير 1998). "Pope Honors Rupert Murdoch, Roy Disney, Bob Hope". LA Times (Archived Article). مؤرشف من الأصل في 2018-11-25. اطلع عليه بتاريخ 2014-06-18.
20. ↑   نسخة محفوظة 2021-11-30 على موقع واي باك مشين.
21. ↑  Fürstin Gloria von Thurn und Taxis erhält päpstlichen St.-Gregorius-Orden نسخة محفوظة 28 September 2011 على موقع واي باك مشين., Bistum Regensburg.
22. ↑  Albert Gubay 'overwhelmed' with Papal award - website BBC News, 23 February 2011 نسخة محفوظة 2019-04-21 على موقع واي باك مشين.
23. ↑  Gwyn A.، Williams (1992). "Writ‌ing On The Line - Professor Gwyn A Williams on Saunders Lewis". يوتيوب. مؤرشف من الأصل في 2021-12-21. اطلع عليه بتاريخ 2021-12-21.{{استشهاد ويب}}:  صيانة الاستشهاد: BOT: original URL status unknown (link)
24. ↑  Tubb، Gerard (9 نوفمبر 2011). "Fans Flock To Cathedral Service For Sir Jimmy". Sky News. مؤرشف من الأصل في 2011-12-19. اطلع عليه بتاريخ 2011-11-10.
25. ↑  "Savile was serial sex abuser of teenage girls, say police". The Times. London, UK. 10 أكتوبر 2012. مؤرشف من الأصل في 2023-01-17. اطلع عليه بتاريخ 2012-10-10. (الاشتراك مطلوب)
26. ↑  "Savile's papal knighthood died with him - Vatican". راديو وتلفزيون أيرلندا. 27 أكتوبر 2012. مؤرشف من الأصل في 2021-05-07. اطلع عليه بتاريخ 2020-03-28.
27. ↑  "Fundação Oscar Niemeyer". مؤرشف من الأصل في 2021-05-15. اطلع عليه بتاريخ 2017-07-19.
28. ↑  "Leadership". Risshō Kōsei Kai. مؤرشف من الأصل في 2021-01-19. اطلع عليه بتاريخ 2021-01-06.
29. ↑  "Hendrik Samuel Houthakker (1924-2008) - Find A..." www.findagrave.com (بالإنجليزية). Archived from the original on 2021-05-07. Retrieved 2021-03-01.
30. ↑  "Hemeroteca ABC". Hemeroteca.abc.es. مؤرشف من الأصل في 2019-04-02. اطلع عليه بتاريخ 2014-06-18.
31. ↑  "John Hume knighted by Pope Benedict". BBC News. مؤرشف من الأصل في 2021-11-27. اطلع عليه بتاريخ 2012-06-07.
32. ↑  "Former Sheffield MP honoured today with papal knighthood". The Star (بالإنجليزية). Archived from the original on 2021-12-21. Retrieved 2021-03-11.
33. ↑  Pentin، Edward (15 يناير 2018). "Vatican: Papal Honor for Pro-Abortion Politician Not a Sign of Support". National Catholic Register. مؤرشف من الأصل في 2020-07-07. اطلع عليه بتاريخ 2018-01-15.
34. ↑  "accessed 14 September 2007". Nndb.com. مؤرشف من الأصل في 2021-01-02. اطلع عليه بتاريخ 2014-06-18.
35. ↑  Unlabelled press clipping of contemporary obituary, in Royal Birmingham Society of Artists archives
36. ↑  "Count John A. Creighton Dead: Nebraskan Who Founded Colleges Was Ennobled by the Pope," New York Times. 8 February 1907. Retrieved 1/22/08. نسخة محفوظة 2019-12-15 على موقع واي باك مشين.
37. ↑  Obituary: Marc Naylor "Independent" London 1 January 1994
38. ↑  Schiavone، Michael J. (2009). Dictionary of Maltese Biographies Vol. 2 G–Z. Pietà: Pubblikazzjonijiet Indipendenza. ص. 891. ISBN:9789993291329.
39. ↑  http://archive.catholicherald.co.uk/article/20th-march-1987/3/home-news-in-brief نسخة محفوظة 2014-02-01 على موقع واي باك مشين.
40. ↑  "Joseph Gladwin (1906-1987) - Find A Grave" (بالإنجليزية). Archived from the original on 2018-07-20. Retrieved 2021-12-21.
41. ↑  British Theatrelog volume 1 issue 8, TQ Publications, 1978, pg 14
42. ↑  "Papal Honour for Mawby". The Contemporary Music Centre Ireland. 20 أبريل 2006. مؤرشف من الأصل في 2020-06-07. اطلع عليه بتاريخ 2012-01-21.
43. ↑  "WELCOME TO INDIAN CHRISTIANITY". مؤرشف من الأصل في 2021-12-08. اطلع عليه بتاريخ 2021-12-21.
44. ↑  Pembroke College Record. Oxford. 1995. ص. 92. مؤرشف من الأصل في 2021-11-11.{{استشهاد بكتاب}}:  صيانة الاستشهاد: مكان بدون ناشر (link)
45. ↑  Gallantry magazine online نسخة محفوظة 24 August 2004 على موقع واي باك مشين. accessed 31 January 2008
46. ↑  "Pope Honours 29". Modern Ghana (بالإنجليزية). Archived from the original on 2021-12-21. Retrieved 2021-02-15.
47. ↑  "British Society for the Turin Shroud - Issue #47". shroud.com. مؤرشف من الأصل في 2021-05-05. اطلع عليه بتاريخ 2015-10-27.
48. ↑  Ryelandt, Joseph (the Knight’s grandson, not the Knight himself) Histoire de la famille Ryelandt et des familles alliées (Brussels, 2003; a private publication; a copy has been deposited in the National Library), p. 120.
49. ↑  Karaula 2009.
50. ↑  "Ann Widdecombe awarded papal honour". Indcatholicnews.com. 31 يناير 2013. مؤرشف من الأصل في 2018-07-20. اطلع عليه بتاريخ 2014-06-18.

## روابط خارجية
- رابطة الطلبات البابوية في بريطانيا العظمى.
- تصوير.
- مقال فارس كاثوليكي من مجلة تايم، 25 يونيو 1928، يتحدث عن جائزة وسام القديس غريغوريوس الكبير.